# Пантанели (Ла Специја)
Пантанели је насеље у Италији у округу Ла Специја, региону Лигурија.
Према процени из 2011. у насељу је живело 63 становника. Насеље се налази на надморској висини од 124 м.